# Česká Ves (przystanek kolejowy)
Česká Ves – przystanek kolejowy w Českej Vsi, w kraju ołomunieckim, w Czechach, na historycznym Dolnym Śląsku. Znajduje się na wysokości 430 m n.p.m. i leży na linii kolejowej nr 292.